# Sisco
Sisco är en kommun i departementet Haute-Corse på ön Korsika i Frankrike. Kommunen ligger i kantonen Sagro-di-Santa-Giulia som tillhör arrondissementet Bastia. År 2022 hade Sisco 1 172 invånare.

## Befolkningsutveckling
Antalet invånare i kommunen Sisco
Referens:INSEE